# Fíachu Findoilches
Fíachu Findoilches, figlio di Fínnachta (fl. XIII-IX secolo a.C.), è stato, secondo la tradizione storica e le leggende medievali irlandesi, re supremo d'Irlanda.
Successe sul trono dopo aver ucciso lo zio Géde Ollgothach, suo predecessore. Fondò Kells, nella contea di Meath. Regnò per 20 o 30 anni, fino a quando fu ucciso dal figlio di Géde Ollgothach, Berngal, che vendicò così il padre. Goffredo Keating data il suo regno dall'863 all'833 a.C., gli Annali dei Quattro Maestri dal 1231 al 1209 a.C.